# Ectopria leechi
Ectopria leechi là một loài bọ cánh cứng trong họ Psephenidae. Loài này được Brigham miêu tả khoa học đầu tiên năm 1981.